# Río Ene
Der Río Ene ist der 153 km lange rechte Quellfluss des Río Tambo in der zentral in Peru gelegenen Region Junín.

## Flusslauf
Der Río Ene entsteht am Zusammenfluss von Río Mantaro und Río Apurímac auf einer Höhe von etwa 460 m. Der Río Ene fließt in überwiegend nördlicher Richtung durch die peruanischen Anden. Dabei trennt er die Zentralkordillere von der Ostkordillere. Auf einer Höhe von 295 m vereinigt sich der Río Ene schließlich mit dem Río Perené zum Río Tambo, der später zusammen mit dem Río Urubamba den Río Ucayali, den rechten Quellfluss des Amazonas, bildet.